# Holger Forchhammer
Holger Forchhammer (født 21. oktober 1866 i Aalborg, død 19. maj 1946 i København) var en dansk overlæge, og den anden formand for Danmarks Idræts-Forbund. Han var gift med skuespillerinden Berthe Forchhammer.

## Karriere
Forchhammer var søn af dr.phil. Johannes Forchhammer, rektor i Aalborg, senere ved Herlufsholm. Holger Forchhammer blev student fra Herlufsholm 1884 og cand.med. i 1891, var reservelæge ved Kysthospitalet på Refsnæs 1893-94, leder af Frederiks Hospitals medicinske konsultationsstue 1896-97 og blev 1898 læge ved Finsens medicinske Lysinstitut i København, hvor han var overlæge 1899-1912.

## Idrætsformand
I 1897 blev han formand for Danmarks Idræts-Forbund, en post han bestred indtil 1899. Da han blev valgt til formand var han blot 31 år gammel. Han er den hidtil (2008) yngste formand for DIF.
Forchhammer var fodboldspiller i Akademisk Boldklub og vandt Københavnsmesterskabet i fodbold fire gange; 1889/90, 1892/93, 1894/95, 1898/99.
Forchhammer oversatte 1886, sammen med E. Wescher, Ludwig Sylow og August Markmann de engelske association-regler til dansk, så der derefter brugtes regler som ”offside” og ”hånd på bolden” i dansk fodbold. Disse regler blev første gang brugt i en kamp året efter. Der var i de foregående kampe blevet brugt en blanding af rugby-reglerne og association-reglerne, så dette var et stort skridt fremad mod den form for fodbold, vi kender i dag.
Han modtog Medaljen for ædel Daad og nogle udenlandske ordener.